# Templo del Buda de Esmeralda
El Templo del Buda de Esmeralda  (วัดพระแก้ว, Wat Phra Kaew) es un templo budista  (wat) en Bangkok, Tailandia. El nombre completo del templo es Wat Phra Sri Rattana Satsadaram, (วัดพระศรีรัตนศาสดาราม). Es el templo budista más importante de Tailandia, localizado en el centro histórico de Bangkok (distrito Phra Nakhon), dentro de los terrenos del Gran Palacio de Bangkok.
La construcción del templo comenzó cuando el rey Buddha Yodfa Chulaloke (Rama I) trasladó la capital desde Thonburi a Bangkok en 1785. Al contrario que otros templos, no contiene ningún lugar para que los monjes lo habiten, sino que solo tiene edificios sagrados, estatuas y pagodas con una rica decoración.
El edificio principal es el ubosoth central, en el que se encuentra el Buda de Esmeralda. A pesar de que es pequeño en tamaño es el principal icono religioso del pueblo tailandés. La leyenda cuenta que la estatua se creó en India, pero que tuvo un largo trayecto antes de llegar a Bangkok. Después de siglos de cambios de ubicación, el general Chakri (que se convertiría más tarde en el rey Rama I) lo capturó de Vientián y lo llevó a Thonburi para luego llevarlo a su localización actual. 

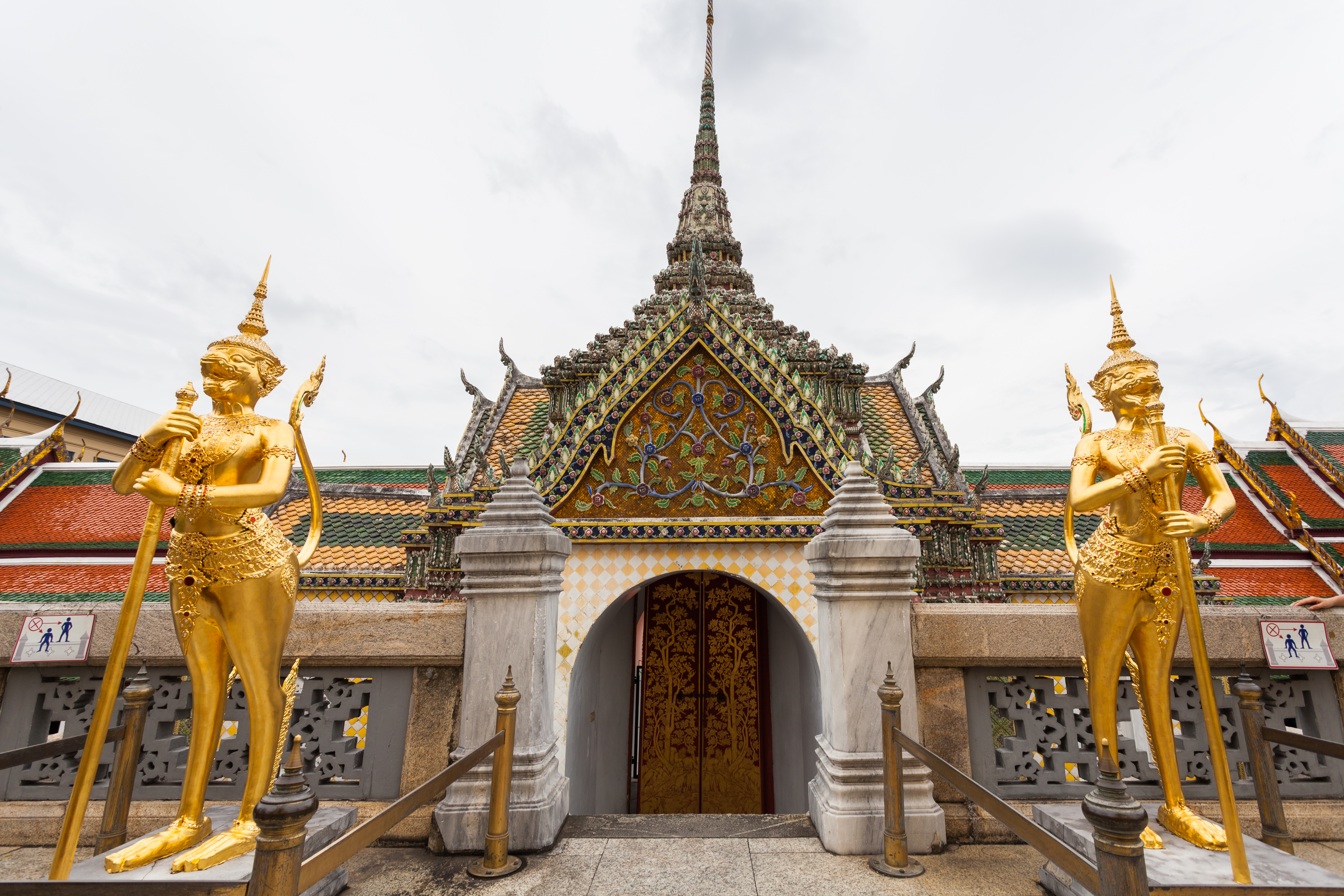
Vista del palacio.

Muchos camboyanos creen que Wat Prah Keo, en Phnom Penh, sería el sitio legítimo en donde debería estar el Buda de Esmeralda, y muchos de los habitantes de Laos consideran que el lugar legítimo es Haw Phra Kaew, en Vientián.

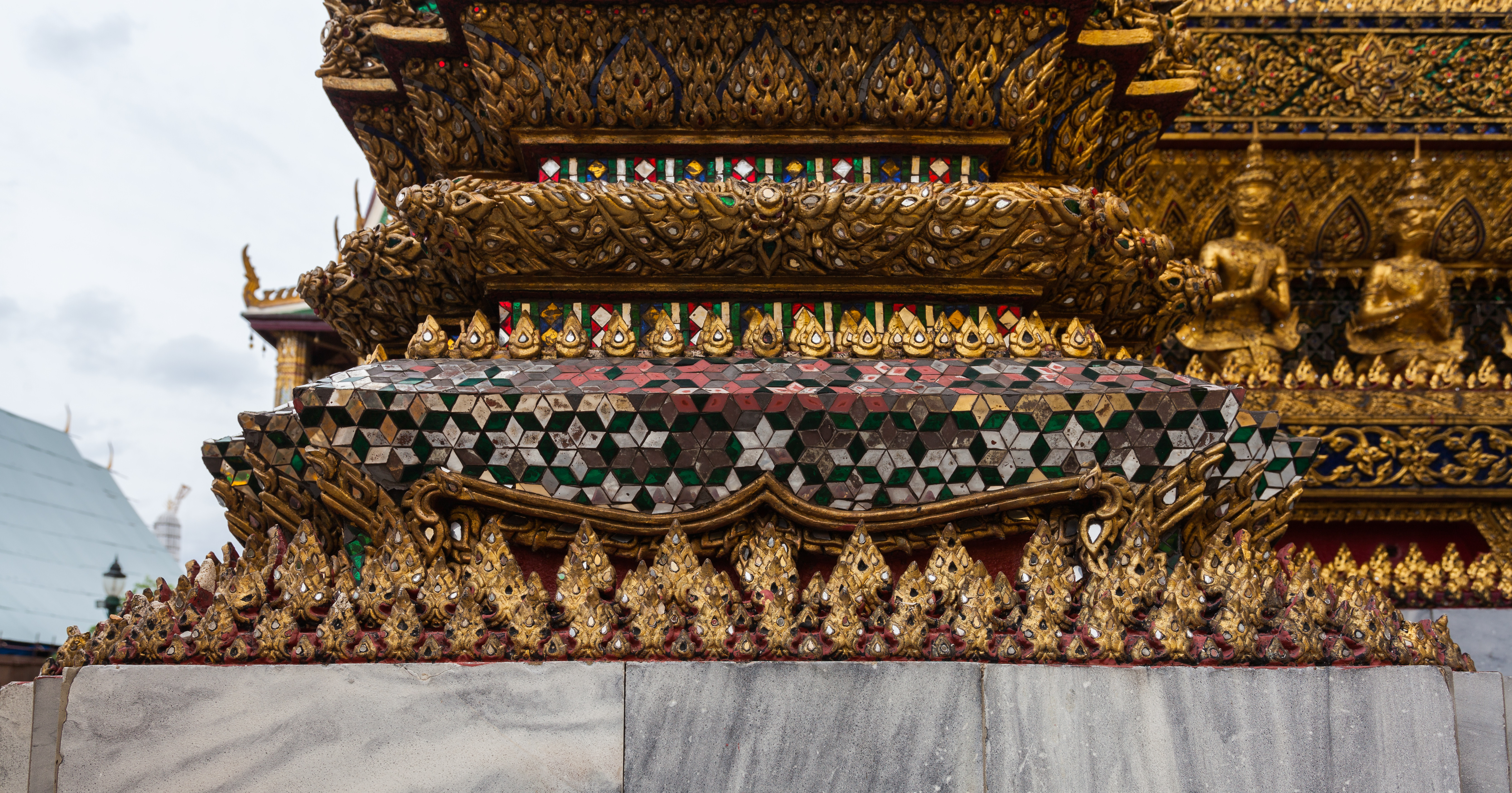
Detalle de Phra Mondop (biblioteca).

La muralla que se encuentra rodeando el templo está decorada hacia el interior con escenas de la versión tailandesa de la mitología de Ramayana, el Ramakian. Hacia el exterior las murallas están pintadas de blanco. Hay muchas figuras en el área del templo con imágenes de esta historia, de entre las cuales destacan los gigantes (yak) de cinco metros de altura. También surgen de la mitología hindú los reyes mono y los gigantes que rodean la pagoda dorada.
El templo también contiene un modelo de Angkor Wat, añadido por el rey Nangklao (Rama III), dado que el Imperio jemer de Camboya y los tailandeses comparten las mismas raíces culturales y religiosas.

Por motivos culturales, se requiere llevar pantalones largos para poder entrar al templo.

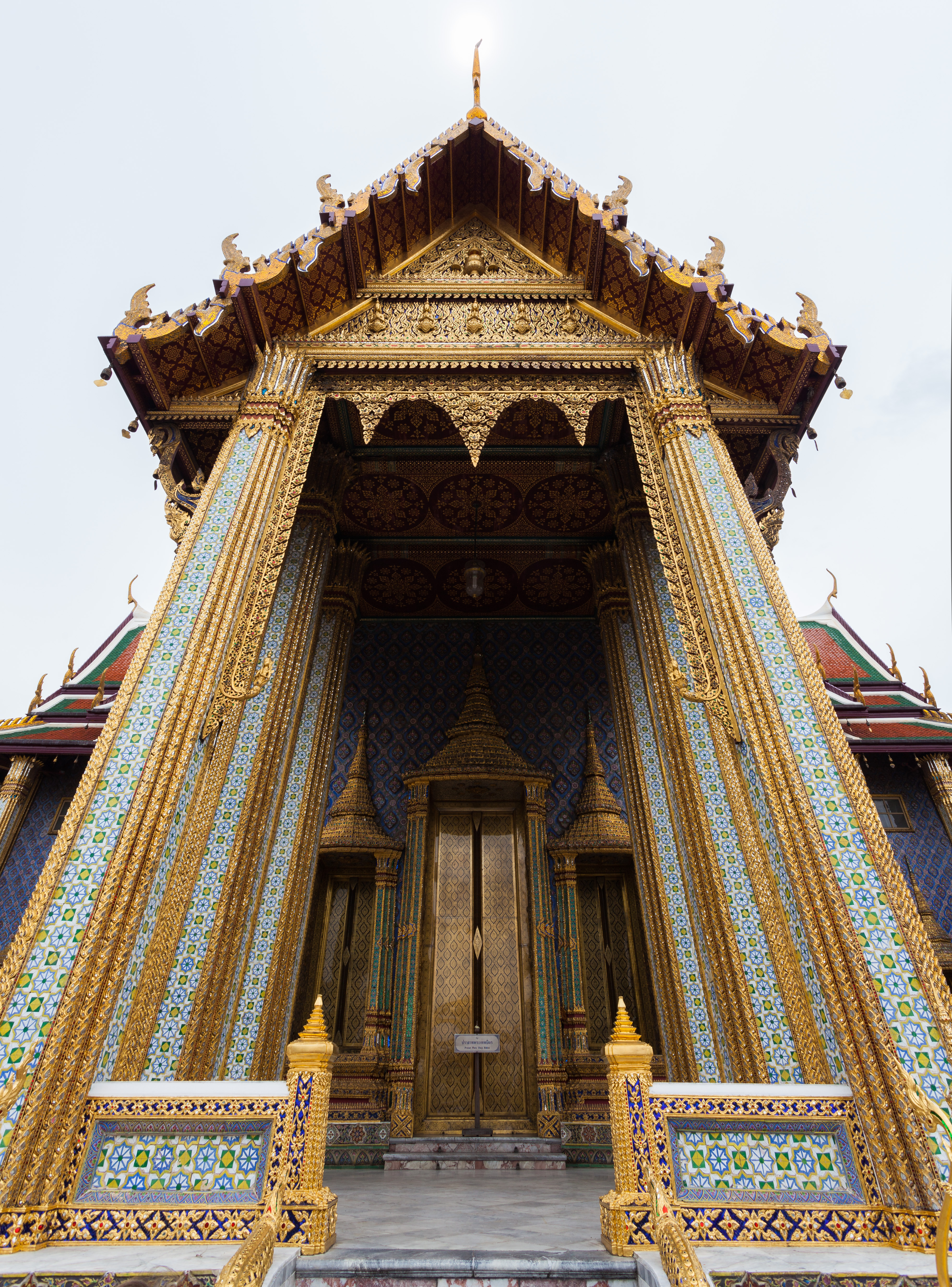
Panteón Real del palacio.

## Galería

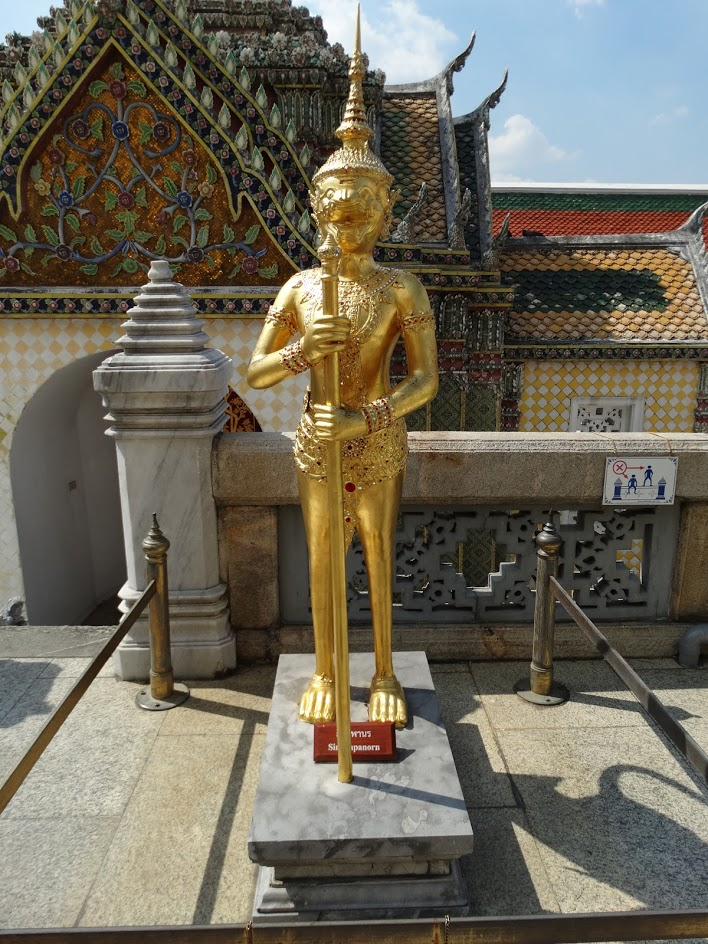
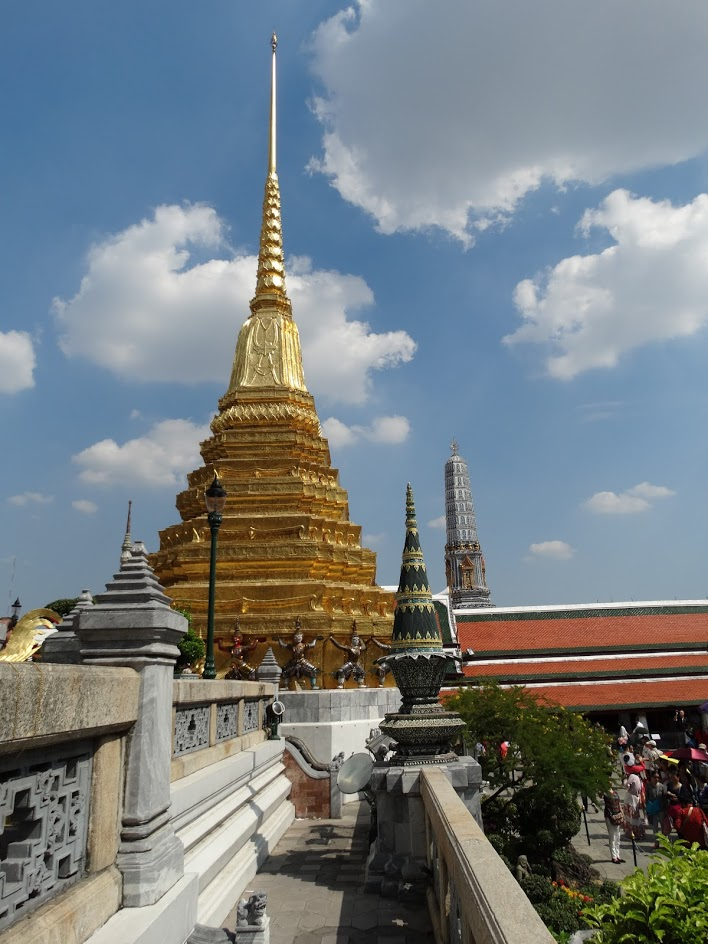
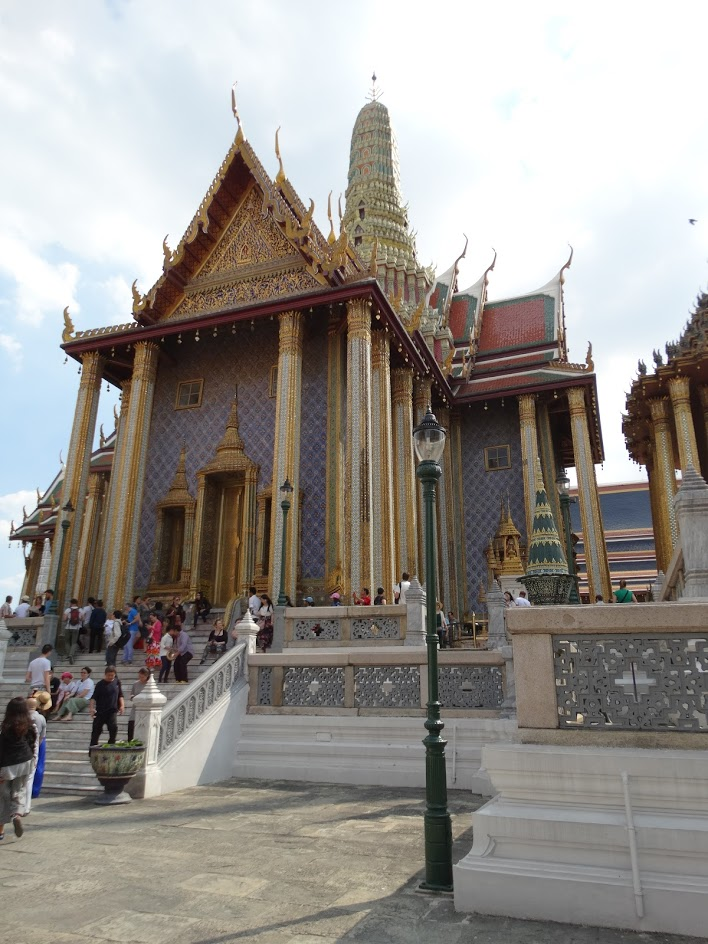
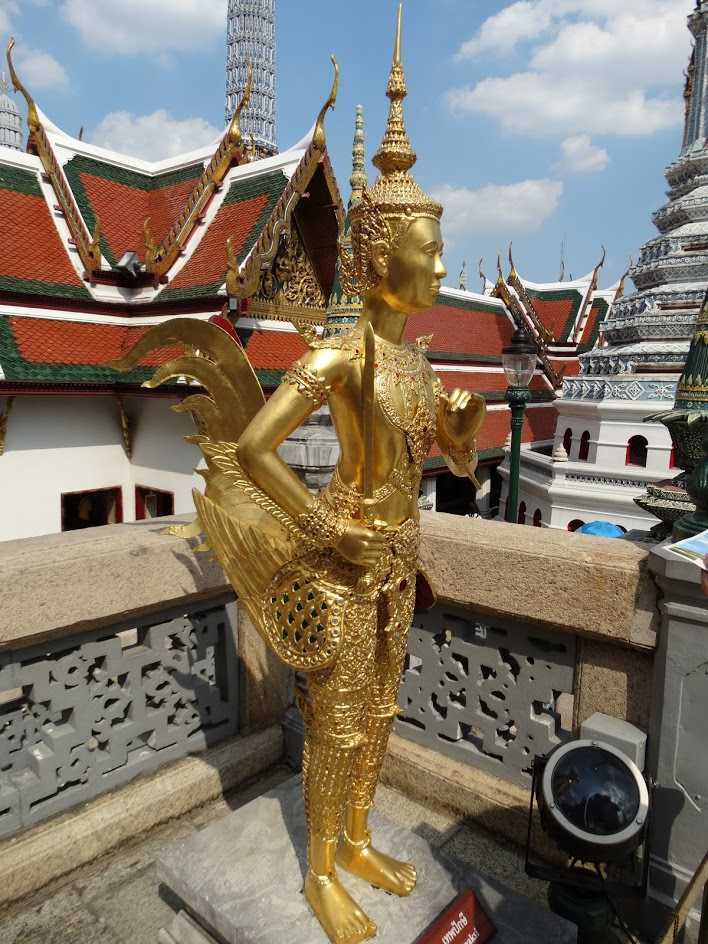
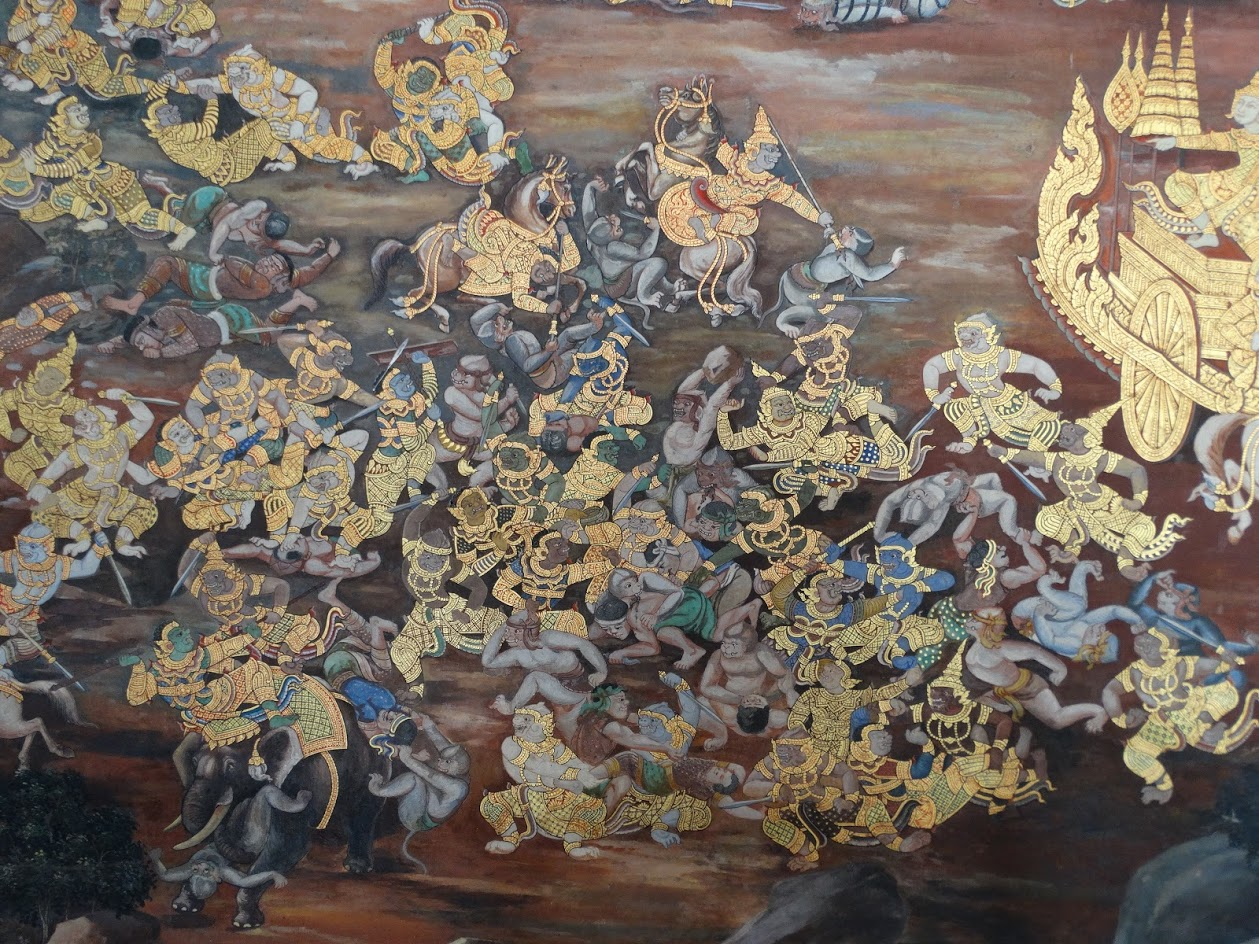
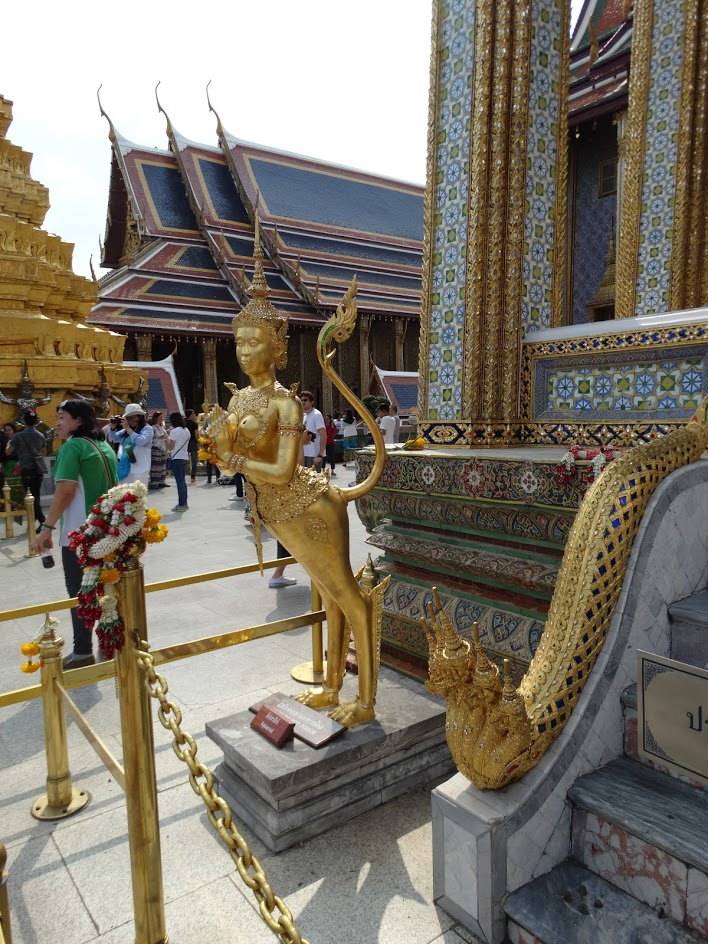
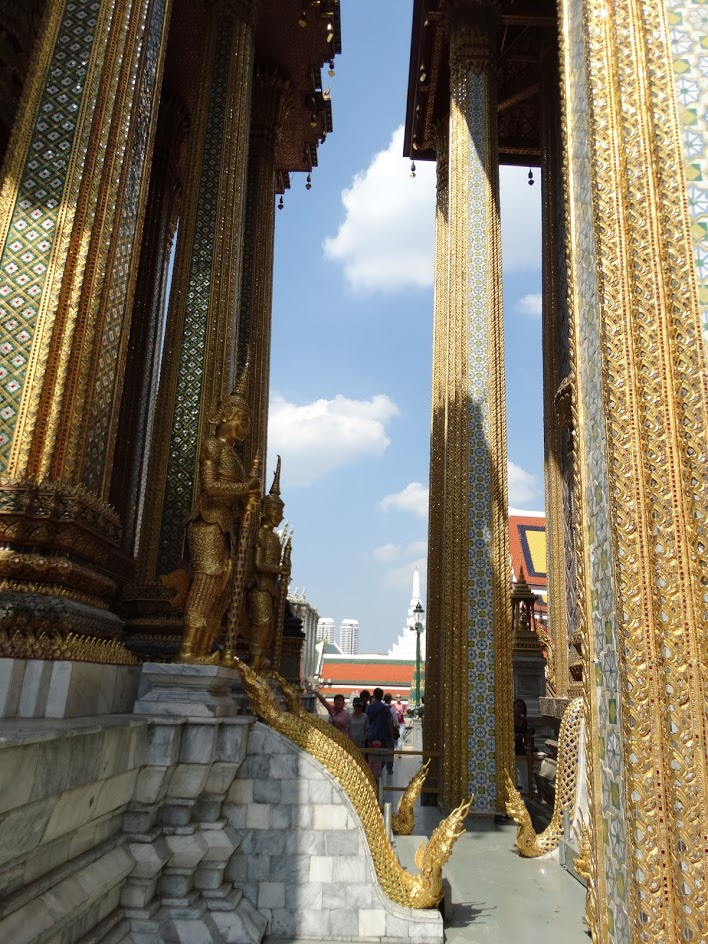
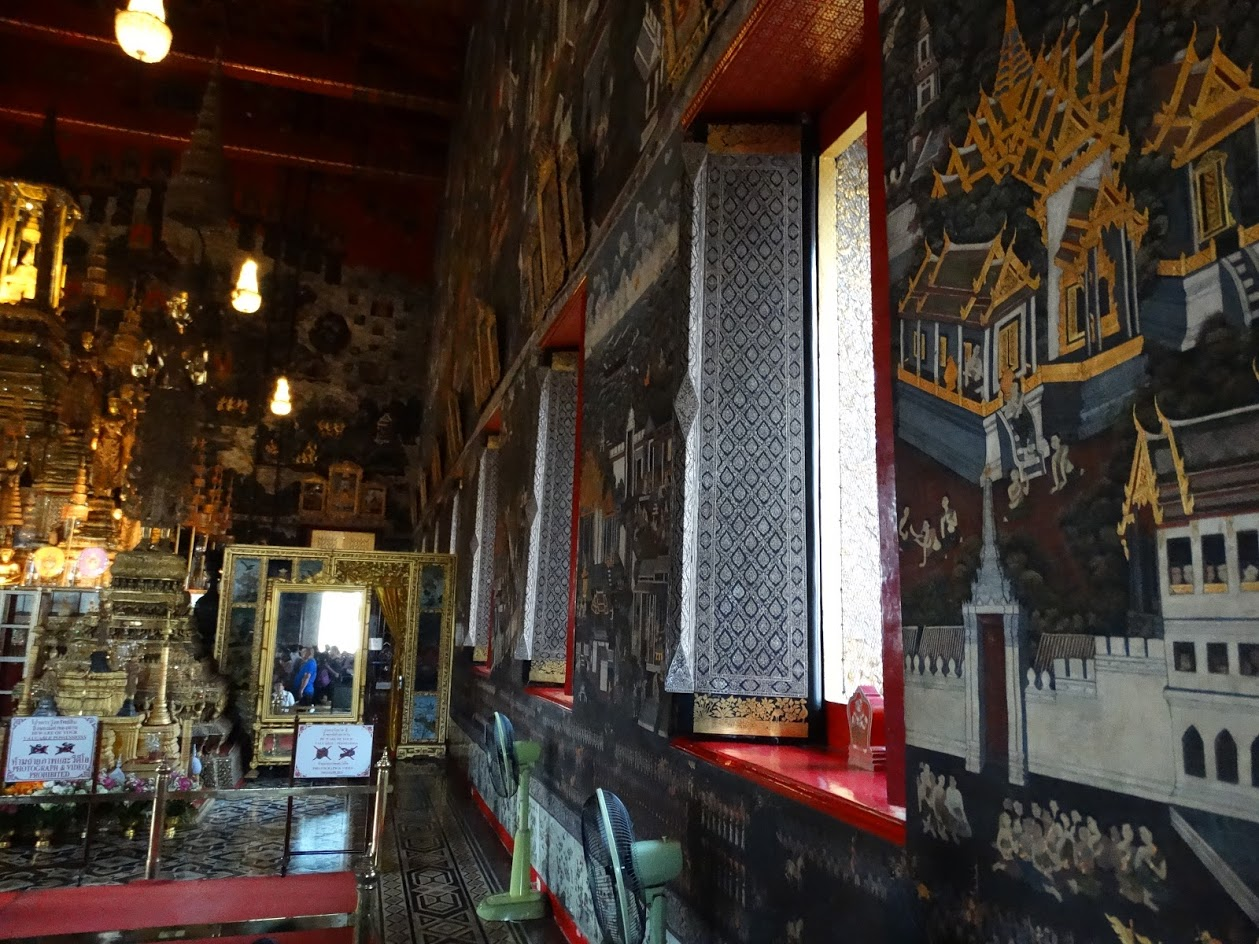
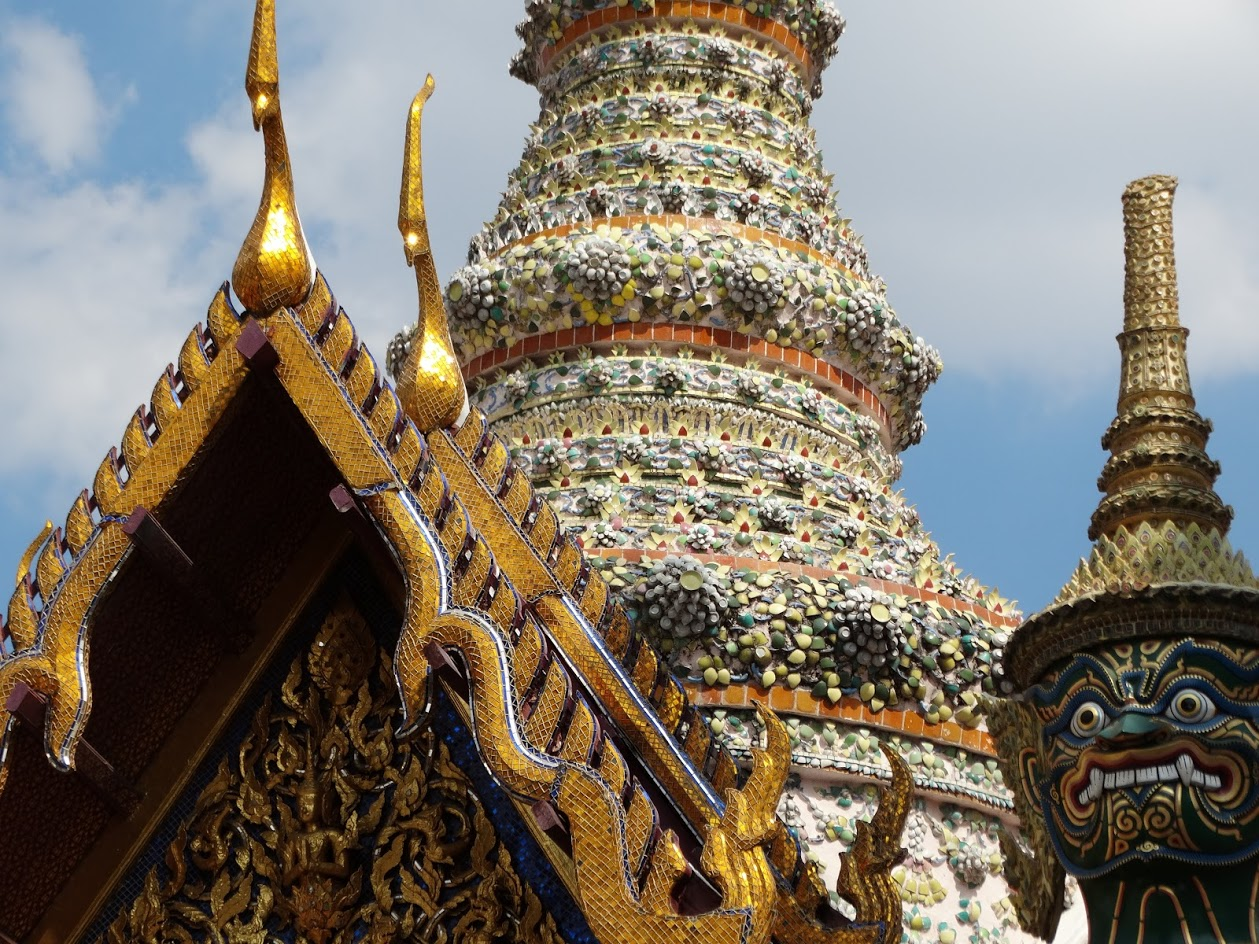

## Imágenes
- Wikimedia Commons alberga una galería multimedia sobre Wat Phra Kaew.

- Datos: Q1045876
- Multimedia: Wat Phra Kaew / Q1045876